# James Key
James Key, född 14 januari 1972, är en brittisk ingenjör som är teknisk direktör för det schweiziska Formel 1-stallet Sauber.
Han avlade en kandidatexamen i maskinteknik vid University of Nottingham. Efter studierna började han arbeta för Lotus Engineering. År 1998 inledde han sin karriär inom motorsport när han fick en anställning hos F1-stallet Jordan Grand Prix som dataingenjör. År 2002 blev han raceingenjör åt den japanske racerföraren Takuma Sato, det varade dock bara ett år eftersom Sato valde att lämna Jordan och skrev istället på för British American Racing (BAR) och därmed överfördes Key till Jordans avdelning för aerodynamik och vindtunnel. År 2005 blev Jordan Midland F1 Racing och Key utsågs till teknisk direktör för Midland. Key fortsatte att vara teknisk direktör när Midland blev senare under 2005 Spyker F1 och 2007 Force India. År 2010 meddelades det att Key skulle lämna Force India och ersätta Willy Rampf som teknisk direktör hos Sauber. I februari 2012 lämnade han Sauber och i september samma år skrev han på för Scuderia Toro Rosso för en liknande tjänst som han hade i Sauber. Den 25 juli 2018 meddelade McLaren att man hade kommit överens med Key om ett kontrakt och där kontraktet skulle börja gälla från och med 2019. Den 22 februari offentliggjorde McLaren att Key skulle ansluta sig till dem som teknisk direktör den 25 mars.
Den 23 mars 2023 meddelade McLaren att Key skulle lämna F1-stallet och skulle ersättas av Neil Houldey, Peter Prodromou och David Sanchez.